# Glinik Średni
Glinik Średni – wieś w Polsce położona w województwie podkarpackim, w powiecie strzyżowskim, w gminie Frysztak.
| SIMC    | Nazwa       | Rodzaj    |
| ------- | ----------- | --------- |
| 0649261 | Granice     | część wsi |
| 0649278 | Kamieniec   | część wsi |
| 0649284 | Koci Zamek  | część wsi |
| 0649290 | Potok       | część wsi |
| 0649309 | Smagączówka | część wsi |
| 0649315 | Sztukówka   | część wsi |
| 0649321 | Zagórze     | część wsi |
| 0649338 | Zakamieniec | część wsi |

W latach 1975–1998 miejscowość administracyjnie należała do województwa rzeszowskiego.
Wierni kościoła rzymskokatolickiego należą do parafii Narodzenia Najświętszej Maryi Panny we Frysztaku.